# Wereldkampioenschappen moderne vijfkamp 1979
De wereldkampioenschappen moderne vijfkamp 1979 werden gehouden in Boedapest in Hongarije. Er stonden twee onderdelen op het programma alleen voor mannen, een jaar nadat de vrouwen hun debuut hadden gemaakt, werden de onderdelen voor vrouwen weer afgevoerd. 

## Medailles

### Mannen
| Onderdeel   | Goud | Goud                                         | Zilver | Zilver                                      | Brons | Brons                                            |
| ----------- | ---- | -------------------------------------------- | ------ | ------------------------------------------- | ----- | ------------------------------------------------ |
| Individueel | USA  | Robert Nieman                                | POL    | Janusz Pyciak-Peciak                        | ITA   | Daniele Masala                                   |
| Team        | USA  | Robert Nieman Michael Burley John Fitzgerald | HUN    | Tamás Kancsal Tibor Maracskó László Horváth | URS   | Oleg Boelgakov Anatoli Starostin Sergej Rjabikin |

### Medaillespiegel
| Plaats | Land             | Goud | Zilver | Brons | Totaal |
| 1      | Verenigde Staten | 2    | 0      | 0     | 2      |
| 2      | Hongarije        | 0    | 1      | 0     | 1      |
| 2      | Polen            | 0    | 1      | 0     | 1      |
| 4      | Italië           | 0    | 0      | 1     | 1      |
| 4      | Sovjet-Unie      | 0    | 0      | 1     | 1      |
| Totaal | Totaal           | 2    | 2      | 2     | 6      |